# Вилијамсбург (Колорадо)
Вилијамсбург (енгл. Williamsburg) град је у америчкој савезној држави Колорадо.

## Демографија
По попису из 2010. године број становника је 662, што је 52 (-7,3%) становника мање него 2000. године.
| Група             | 2000.       | 2010.       |
| Белци             | 640 (89,6%) | 579 (87,5%) |
| Афроамериканци    | 1 (0,1%)    | 0 (0,0%)    |
| Азијати           | 2 (0,3%)    | 1 (0,2%)    |
| Хиспаноамериканци | 41 (5,7%)   | 66 (10,0%)  |
| Укупно            | 714         | 662         |